# Rotbach (Langete)
Der Rotbach ist ein rund 12 Kilometer langer linker Zufluss der Langete im Schweizer Kanton Bern.

## Geographie

### Verlauf
Der Rotbach entspringt im Lämpemattwald nur wenig südöstlich des Weilers Weier im Emmental (Gemeinde Affoltern im Emmental) auf 750 m ü. M. an der Wasserscheide zum (geographischen) Emmental. 
Via Häusernmoos und Dürrenroth gelangt er nach Huttwil und vereinigt sich dort schliesslich auf 600 m ü. M. mit der Langete. Beim Zusammenfliessen der beiden Fliessgewässer führt der Rotbach mehr Wasser als die Langete.

### Einzugsgebiet
Das 40,3 km² grosse Einzugsgebiet des Rotbachs liegt im Schweizer Mittelland und wird durch ihn über die Langete, die Murg, die Aare und den Rhein zur Nordsee entwässert.
Es besteht zu 22,2 % aus bestockter Fläche, zu 70,7 % aus Landwirtschaftsfläche, zu 6,9 % aus Siedlungsfläche und zu 0,2 % aus unproduktiven Flächen.
Die Flächenverteilung
Die mittlere Höhe des Einzugsgebietes beträgt 753 m ü. M., die minimale Höhe liegt bei 605 m ü. M. und die maximale Höhe bei 1012 m ü. M.

## Hydrologie
Bei der Mündung des Rotbachs in die Langete beträgt seine modellierte mittlere Abflussmenge (MQ) 860 l/s. Sein Abflussregimetyp ist pluvial inférieur und seine Abflussvariabilität beträgt 25.